# Fundación (Colômbia)
Fundación é um município da Colômbia, localizado no departamento de Magdalena.